# Peltidocylapus
Peltidocylapus is een geslacht van wantsen uit de familie van de Miridae (Blindwantsen). Het geslacht werd voor het eerst wetenschappelijk beschreven door Karl Alfred Poppius in 1909.

## Soorten
Het genus bevat de volgende soorten:

- Peltidocylapus calyciformis Wolski, 2021
- Peltidocylapus carmelitanus Carvalho & Fontes, 1968
- Peltidocylapus caudatus Wolski, 2021
- Peltidocylapus cerbereus (Distant, 1883)
- Peltidocylapus ecuadorensis Wolski, 2021
- Peltidocylapus erebeus (Distant, 1883)
- Peltidocylapus festinabundus (Bergroth, 1922)
- Peltidocylapus labeculosus (Bergroth, 1922)
- Peltidocylapus nubilus (Distant, 1893)
- Peltidocylapus pallidus Wolski, 2021
- Peltidocylapus parallelus Wolski, 2021
- Peltidocylapus picatus (Distant, 1893)
- Peltidocylapus politus (Poppius, 1909)
- Peltidocylapus rugosus (Distant, 1883)
- Peltidocylapus scutellaris (Poppius, 1909)
- Peltidocylapus simplex Wolski, 2021
- Peltidocylapus spinosus Wolski, 2021
- Peltidocylapus stygius (Distant, 1883)
- Peltidocylapus tapirapensis Carvalho, 1991